# Hengchunia helleri
Hengchunia helleri är en insektsart som beskrevs av Asche och Webb 1994. Hengchunia helleri ingår i släktet Hengchunia och familjen dvärgstritar. Inga underarter finns listade i Catalogue of Life.